# Chen Ying (tir)
Pour les articles homonymes, voir Chen Ying.
Dans ce nom chinois, le nom de famille, Chen, précède le nom personnel.
Chen Ying (chinois simplifié : 陈颖 ; chinois traditionnel : 陳穎 ; pinyin : chén yǐng), née le 4 novembre 1977 à Pékin, est une tireuse sportive chinoise.

## Carrière
Chen Ying est sacrée championne olympique aux Jeux olympiques d'été de 2008 dans l'épreuve féminine du pistolet 25 mètres.
Elle remporte ensuite la médaille d'argent du pistolet à 25 mètres dames aux Jeux olympiques d'été de 2012 à Londres.